# Abraxas infrafasciata
Abraxas infrafasciata är en fjärilsart som beskrevs av Rayner 1909. Abraxas infrafasciata ingår i släktet Abraxas och familjen mätare. Inga underarter finns listade i Catalogue of Life.